# Bloščica
Bloščica este o arie protejată (arie specială de conservare — SAC, sit de importanță comunitară — SCI) din Slovenia întinsă pe o suprafață de 789,44 ha, integral pe uscat.

## Localizare
Centrul sitului Bloščica este situat la coordonatele 45°46′58″N 14°31′55″E / 45.7827°N 14.5319°E.

## Înființare
Situl Bloščica a fost declarat sit de importanță comunitară în aprilie 2004 pentru a proteja 1 specie de plante și 9 specii de animale. Situl a fost protejat și ca arie specială de conservare în februarie 2012.

## Biodiversitate
Situată în ecoregiunea alpină, aria protejată conține 5 habitate naturale: Pajiști uscate seminaturale și facies de acoperire cu tufișuri pe substraturi calcaroase (Festuco-Brometalia) (* situri importante pentru orhidee), Pajiști cu Molinia pe soluri calcaroase, turboase sau argilos-nămoloase (Molinion caeruleae), Fânețe de joasă altitudine (Alopecurus pratensis, Sanguisorba officinalis), Mlaștini turboase de tranziție și turbării mișcătoare, Mlaștini alcaline.
La baza desemnării sitului se află mai multe specii protejate:
- plante (1): o specie rară de mușchi (Drepanocladus vernicosus)
- amfibieni (2): izvoraș-cu-burta-galbenă (Bombina variegata), Triturus carnifex
- mamifere (1): liliacul mic cu potcoavă (Rhinolophus hipposideros)
- nevertebrate (6): Austropotamobius torrentium, fluturele-tigru (Callimorpha quadripunctaria), Coenagrion ornatum, fluturele auriu (Euphydryas aurinia), Maculinea teleius, Vertigo angustior